# 埃内斯特·梅耶尔
埃内斯特·梅耶尔（法語：Ernest Meyer，1865年2月15日—1919年6月28日），法国男子马术运动员。他曾代表法国参加1912年夏季奥林匹克运动会马术比赛，获得团体场地障碍赛银牌。